# Florida (schip, 1905)
De SS Florida was een Italiaans passagiersschip van de rederij Lloyd Italiano Line en voer op de lijn Napels - New York.
Op 22 januari 1909 voer de SS Florida met 830 passagiers aan boord rond 5.47 uur in de flank van de RMS Republic II. De voorsteven van de Florida werd tien meter ingedrukt waarbij twee zeemannen overleden. De wand van de Republic scheurde, waarbij drie passagiers in hun hut werden gedood. De SS Florida raakte los, bleef drijven en bleef bestuurbaar dankzij het aanvaringsschot en schoof de mist in.
Uiteindelijk kon het schip ommekeer maken en naar de plaats van de aanvaring terugkeren. De SS Florida nam alle passagiers van de RMS republic II op om ze bij aankomst van de RMS Baltic samen met de eigen passagiers aan de RMS Baltic over te dragen.
De SS Florida spande een zeil voor de vernielde voorsteven en volgde de RMS Baltic richting New York.
De SS Florida zonk in december 1917 na een aanvaring met de hulpkruiser Caprera in de buurt van L'Ametlla de Mar.